# Luca Tarigo
Luca Tarigo war ein genuesischer Seefahrer und Entdecker.

## Leben
Er lebte im 14. Jahrhundert und entstammte einer Familie, die in der genuesischen Niederlassung Caffa auf der Krim ansässig war.
Im Jahr 1347 befuhr Tarigo das Asowsche Meer, den Don, das Kaspische Meer und die Wolga.

## Sonstiges
Nach Luca Tarigo wurde 1929 ein italienischer Zerstörer der Navigatori-Klasse benannt.